# Приёмы велотриала
Велотриал — индивидуальный спорт, основной целью которого является преодоление препятствий на модифицированном велосипеде 20" дюймов (Mod) или специально переделанном горном велосипеде 24-26" дюймов (Stock). Для каждого велосипеда и категорий, предусмотрены специальные правила преодоления препятствий, регламентируемые UCI.

## Основные приёмы велотриала (прыжки и трюки)
Под техникой в триале понимается совокупность рациональных технических действий с целью успешного преодоления различных препятствий, как природного происхождения, так и искусственного.
Каждое препятствие представляет собой предмет, имеющий свои определённые параметры, а именно: высоту, ширину и длину, что, несомненно, накладывает свою специфику на способы их преодоления. Из многочисленного арсенала технических приёмов в триале, прежде всего, можно выделить базовые, которые являются основой всей техники для тренировок на начальном этапе и приемы, используемые для прыжков в длину, высоту и их комбинирование.

## Трюки в велотриале. Описание техники и терминов
Трек-стенд или Сюрпляс — основное умение сохранять равновесие при отсутствии поступательного движения.
- Крутка, банни-хоп, тач-хоп, заезд (закат) (соотв. pedal-up, банни-хоп, touch-hop, wheel-up) — группа сродных прыжков, применяющихся для преодоления одиночных высоких препятствий, выбор конкретного прыжка зависит от роста райдера, базы велосипеда и индивидуального стиля.
  - Крутка — прыжок с разгона на вертикальное препятствие, при котором в непосредственной близости от препятствия выполняется подкрут педалей для выхода на заднее колесо и подтягивание велосипеда обеими ногами.
  - Банни-хоп — то же, что и крутка только без подкрута педалей — выход на заднее колесо осуществляется за счет рывка велосипеда за руль (т. н. серф).
  - Тач-хоп — прыжок на вертикальное препятствие с касанием передним колесом стены препятствия — выполняется на велосипедах с длинной колесной базой (так как позволяет сократить пролетаемое расстояние).
  - Заезд (закат) — выполняется с небольшого разгона, сначала на препятствие забрасывается переднее колесо, затем заднее, без использования тормозов. Отличается стабильным выполнением — после заезда тяжелее потерять равновесие, чем после крутки или банни-хопа.
  - Евродирок — Отличается от заезда тем, что осуществляется выход на заднее колесо, а не на два. По исполнению очень напоминает Продёрг, однако выполняется не со статичной стойки, а с ходу. С небольшого разгона поднимается переднее колесо, ставится на препятствие, и в этот момент происходит рывок вверх с выходом на заднее. Название этот элемент получил от широкого использования европейскими райдерами (в основном англичанами).
  - Хук-ап (hook-up) — прыжок на очень высокие (>140 см) вертикальные или наклонные препятствия. После мощного разгона выполняется прыжок вверх и зацепление передним колесом за препятствие, затем резким рывком (пока есть инерция) закидывается на препятствие заднее колесо.
  - Продёрг (испанка) — прыжок, заключающийся в прокидывании велосипеда вперед, при этом тело райдера почти не смещается. Исходное положение: переднее колесо на препятствии, заднее на земле (или др. опоре), свесив массу вперед, райдер выполняет рывок велосипеда за руль с одновременным поджатием обеих ног, таким образом заднее колесо заносится на препятствие, а переднее поднимается в воздух. Продёрг выполняется на невысокие препятствия — до 1 метра.
- Через морду (так же ещё называется «Фронт ту риар» — «front to rear») — модификация всех перечисленных выше прыжков с использованием переднего колеса. Так называемый «ньюскул» — приземление сначала на переднее колесо сокращает пролетаемое расстояние и облегчает прыжок.
- Езда на одном колесе:
  - Сёрф — езда на заднем колесе без вращения педалей, допускается использование тормоза (заднего).
  - Мануал (англ. manual) — езда на заднем колесе без вращения педалей и без использования тормоза.
  - Вилли (англ. wheelie — колёсико) — езда на заднем колесе с вращением педалей.
  - Стоппи (англ. stoppie — остановка) — езда на переднем колесе с использованием тормоза.
  - Nose — езда на переднем колесе.
  - Nose manual — езда на переднем колесе без использования тормоза в процессе движения.
- Прыжки:
  - Пробив (pedal kick) — составляет 80 % всего велотриала — прыжок вперед на заднем колесе с подкрутом педалей. С помощью пробива выполняются дропы, гепы, прыжки в высоту, а также подъём на заднее колесо.
  - Дроп — спрыгивание с каких-либо препятствий, возможно выполнение дропа пробивкой (drop-off), сайдхопом (side-off), поочередным сбрасыванием заднего и переднего колес.
  - Гэп — прыжок в длину, с места, с одного препятствия на другое (пробивкой или сайдхопом). Рекорд гэпа — около 340 см. Возможна также комбинация Дроп-геп — прыжок с высоты в длину.
  - Сюрпляс, трек-стенд — балансировка на месте, стоя на двух колесах за счет покатываний или небольших статических прыжков.
  - Сайдхоп (sidehop) — прыжок в сторону — вдаль или в высоту. Исходное положение — стоя на заднем колесе, выполняется лёгкий подкрут педалей и подтягивание велосипеда к себе. Рекорд сайдхопа — около 160 см.